# Alexandre de Yougoslavie (1924-2016)
Pour les articles homonymes, voir Alexandre de Serbie et Alexandre de Yougoslavie.
Alexandre Paul de Yougoslavie (en serbo-croate : Aleksandar Karađorđević), prince de Yougoslavie puis de Serbie, est né à White Lodge, à Richmond Park, au Royaume-Uni, le 13 août 1924 et décédé à Paris, en France, le 12 mai 2016. Membre de la branche cadette de la dynastie Karađorđević, c'est une personnalité serbe.

## Famille
Le prince Alexandre est le fils aîné du régent Paul de Yougoslavie (1893-1976) et de son épouse la princesse Olga de Grèce (1903-1997), elle-même fille du prince Nicolas de Grèce (1872-1938) et de sa femme la grande-duchesse Hélène Vladimirovna de Russie (1882-1957).
Le 12 février 1955, Alexandre épouse, à Cascais, la princesse Maria-Pia de Savoie (1934), fille du roi Humbert II d'Italie (1904-1983) et de la princesse Marie-José de Belgique (1906-2001).
De ce mariage, qui se termine par un divorce en 1967, naissent officiellement quatre enfants :
- Dimitri de Yougoslavie (1958), prince de Yougoslavie[1] ;
- Michel de Yougoslavie (1958), prince de Yougoslavie ;
- Serge de Yougoslavie (1963), prince de Yougoslavie ; marié en 1985 (divorcé en 1986) avec Sophie de Toledo, et remarié civilement en 2004 avec Eleonora Rajneri dont il est depuis séparé. Il a un enfant avec Christiane Galeotti (Umberto Emmanuel Dimitri Karageorgevitch, né en 2018) ;
- Hélène de Yougoslavie (1963), princesse de Yougoslavie ; mariée en 1988 (divorcée en 2013) avec Thierry Gaubert, un homme d'affaires parisien, puis remariée en 2018 avec Stanislas Fougeron[2],[N 1], un grand exploitant forestier de la Beauce. Trois enfants sont nés de son premier mariage (Milena, Nastasia et Léopold Gaubert).

Le 2 novembre 1973, le prince Alexandre se remarie (civilement), à Paris, à la princesse Barbara de Liechtenstein (1942), fille du prince Jean-François de Paule de Liechtenstein et de son épouse la comtesse Caroline de Ledebur-Wicheln. De cette seconde union naît un fils :
- Dushan de Yougoslavie (1977), prince de Yougoslavie, marié civilement à Valerie De Muzio (citoyenne américaine) à New York le 3 juillet 2018 et religieusement à Oplenac le 25 mai 2019[3].

## Biographie
Aîné des enfants du prince Paul de Yougoslavie et de la princesse Olga de Grèce, Alexandre voit le jour le 13 août 1924 au Royaume-Uni, où sa mère a souhaité accoucher. Baptisé à White Lodge selon le rite orthodoxe le 6 septembre suivant, l'enfant reçoit, pour parrains et marraines, le roi Alexandre Ier de Yougoslavie, la duchesse d'York, l'infante Béatrice d'Espagne et plusieurs membres de la famille royale de Grèce.
En grandissant, le prince Alexandre devient une source de préoccupation pour ses parents. Scolarisé à la Ludgrove School, il se montre un élève fort peu appliqué. Pourtant, lorsqu'il rentre en Yougoslavie pendant les vacances, son parrain le roi le gâte terriblement, alors qu'il montre très peu d'intérêt pour son propre fils, le futur Pierre II. Habitué à recevoir privilèges et présents de la part du monarque, le petit Alexandre se révèle capricieux avec ses parents, qui peinent à le discipliner.
À l'adolescence, Alexandre est inscrit au collège d'Eton, où son manque de travail lui vaut d'être souvent corrigé par ses professeurs. Son attitude désinvolte continue à désespérer sa famille, et en particulier son père, qui a toujours été un bon élève lorsqu'il était enfant. Après l'assassinat du roi Alexandre Ier et la mise en place d'une régence incarnée par le prince Paul, l'adolescent se rapproche du jeune Pierre II, avec lequel il était souvent en conflit enfant. À la veille de la Seconde Guerre mondiale, les deux cousins multiplient ainsi les frasques avec des jeunes filles jugées peu recommandables par la famille royale.
En 1941, un coup d'État renverse le régent Paul, à la suite de son rapprochement avec l'Allemagne nazie. Alexandre est alors séparé de son cousin et chassé de Yougoslavie avec son père et sa famille. Exilé au Kenya pendant la majeure partie du conflit mondial, le prince consacre son temps libre à la chasse, à l'équitation, à la conduite et à la navigation. Son rêve est cependant de rejoindre la R.A.F., ce que sa situation de prisonnier lui interdit. L'intervention du duc de Kent, oncle maternel du jeune homme, lui permet cependant de quitter l'Afrique et d'intégrer l'armée de l'air.
La guerre terminée, Alexandre est devenu un homme grand, fort, extraverti mais peu cultivé. Sans diplôme, il peine à trouver du travail et vit de l'argent que lui verse sa famille. Il continue par ailleurs à entretenir des relations difficiles avec son père. Ce dernier désapprouve en effet son désir de devenir pilote de ligne. Cela n'empêche pas Alexandre de participer à de nombreuses compétitions aériennes, comme le Norton-Griffiths Challenge Trophy de 1953.
Au début des années 1950, le jeune homme entretient une relation éphémère avec la princesse Élisabeth de Luxembourg, fille de la grande-duchesse Charlotte,. En 1954, il participe à la « croisière des rois », durant laquelle il fait la connaissance de la princesse Maria-Pia de Savoie, fille du roi Humbert II d'Italie. Les deux jeunes gens tombent amoureux et se marient l'année suivante au Portugal, où le père de la princesse vit en exil depuis la proclamation de la république en Italie. Malgré la naissance de deux paires de jumeaux en 1958 et 1963, le couple finit par se séparer en 1967.
Sur un plan professionnel, le prince travaille longtemps pour des joailliers prestigieux, avant de représenter l'entreprise Swarovski, à Paris. Dans la capitale française, il fait la connaissance de la princesse Barbara de Liechtenstein, arrière petite-fille du prince Alfred de Liechtenstein, qu'il épouse en 1973.
En 1990, Alexandre est l'un des fondateurs du Congrès pour l'Unité serbe. Il parraine aussi le Centre pour la Recherche du monachisme orthodoxe.
Il meurt dans le 15e arrondissement de Paris le 12 mai 2016.

## Palmarès sportif
- 3e place lors du Norton-Griffiths Challenge Trophy de Southend-on-Sea (juin 1953)[18].

## Articles de presse
- (en) « Prince Alexander of Yugoslavia, globe-trotting playboy prince – obituary », The Daily Telegraph,‎ 18 juillet 2016 (lire en ligne)
- (en) « Prince Alexander of Yugoslavia », The Times,‎ 2 novembre 2016 (lire en ligne)